# Manhattan Life Insurance Building
Il Manhattan Life Insurance Building era un grattacielo newyorkese di 106 metri a 64-66 Broadway, completato nel 1894 su progetto degli architetti di Kimball & Thompson e leggermente ampliato a nord nel 1904, con il nuovo indirizzo 64-70 Broadway.
Nel 1926, l'edificio fu venduto dalla Manhattan Life Insurance Company a Frederick Brown, che lo vendette nuovamente alla compagnia di fiducia del produttore poche settimane dopo. Poi, nel 1928, fu acquistato dalla Central Union Trust Company, il cui quartier generale era adiacente a nord dell'edificio, per una somma non rivelata, sebbene l'edificio fosse valutato a quel tempo a $ 4 milioni.
L'edificio fu demolito per far posto all'attuale One Wall Street, completato nel 1965. L'anno di demolizione varia fra il 1963 e il 1964 a seconda delle fonti .